# عملیات آزادسازی میمک

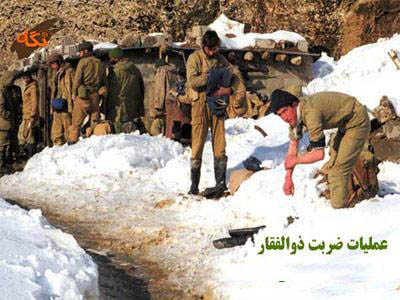

عملیات آزادسازی میمک که با نام عملیات خوارزم و ضربت ذوالفقار هم شناخته می‌شود، عملیاتی در نوزدهم دی ماه ۱۳۵۹ توسط فرماندهی ارتش و با شرکت تیپ ۱ لشکر ۸۱ زرهی کرمانشاه و هوانیروز ارتش، سپاه ایلام و بسیج عشایری برای بازپس‌گیری ارتفاعات میمک واقع در جنوب ایلام از نیروهای عراقی بود.

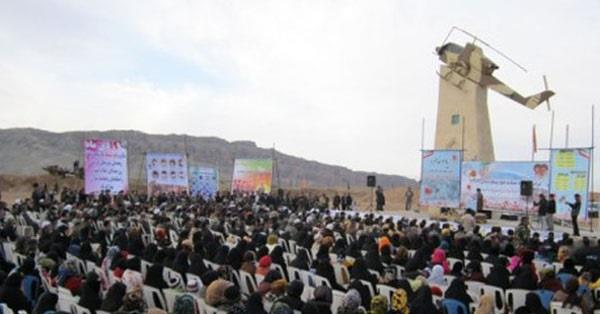
مراسم گرامیداشت شهدای فتح میمک در منطقه مرزی ۱۳۹۲

## شرح عملیات
بیش از یک سوم مرز مشترک ایران و جمهوری عراق در استان ایلام به طول ۴۳۰ کیلومتر است. میمک به درازای حدود ۱۴ کیلومتر و به عمق ۸–۷ کیلومتر موقعیت استراتژیک مهمی دارد و کمی آن طرفتر هم چاه‌های نفت و گاز وجود دارد. این مکان، آخرین ارتفاعاتی است که به دشت‌های عراق ختم می‌شود و دیدی وسیع تا عمق خاک عراق دارد و برای عراق هم از آن بابت دارای اهمیت بود که اولین ارتفاعی است که به ایران اشراف دارد و وقتی به دست آن‌ها افتاد تمامی جاده‌های ترابری مهران و صالح‌آباد را تا سومار تحت نظر گرفتند و کل رفت‌وآمدهای نظامی در جاده‌های مرزی مختل شد. تا ۳۱ شهریور که حمله سراسری عراق شروع شد به دلیل انقلاب ۵۷ و نابودی نیروی نظامی ایران و همچنین تمایل مذهبیون در قدرت برای اهدای تسلیحات نظامی ایران به پاکستان ، قدرت دفاعی در برابر صدام نبود.
بازپس‌گیری میمک اولین عملیات مهم و نسبتاً گسترده ایران در مقابل عراق بود. این عملیات به فرماندهی ارتش و با شرکت تیپ ۱ لشکر ۸۱ زرهی کرمانشاه و هوانیروز ارتش، جمعیت مردمی ایلام و نیروهای عشایری از سرنی به منظور آزادسازی ارتفاعات میمک آغاز شد.